# Mario Party 3
Mario Party 3 é um jogo eletrônico desenvolvido pela Hudson Soft e publicado pela Nintendo para o Nintendo 64. O jogo continua com a franquia Mario Party e foi o primeiro Mario Party a colocar mais personagens e mantiveram o aumento de mini games. Foi lançado primeiramente no Japão no fim de 2000 e em 2001 no resto do mundo. Foi lançado no Brasil em algum momento de 2001 pela Gradiente quando a Nintendo e a Gradiente tinham uma parceria no Brasil, apesar do jogo não ter sido traduzido, a capa, manual e o cartucho.
Mario Party 3 foi o ultimo Mario Party a ser lançado para o Nintendo 64 e o ultimo jogo da Nintendo a ser lançado para o Nintendo 64 na América do Norte e na Europa. Alguns mini games estiveram presentes no Mario Party: The Top 100 (Nintendo 3DS) e o Mario Party Superstars (Nintendo Switch). O jogo foi relançado para o Nintendo Switch em seu serviço online Nintendo 64 - Nintendo Switch Online: Expansion Pack em Outubro de 2023.

## Jogabilidade
Mario Party 3 mantem o que foi visto nos ultimos 2 jogos da franquia, incluindo a quantidade de personagens jogaveis no seu modo Historia. Os 2 novos personagens (Princesa Daisy e Waluigi) não são jogaveis no modo historia. A Historia do jogo gira entorno do fato da Millennium Star ter descido ao reino do cogumelo (fato que acontece a cada mil anos) e com isso os personagens decidem quem seria o personagem que controlaria a Millennium Star.
A Jogabilidade é a mesma presente nos outros jogos da franquia, tendo 5 mapas temáticos e 70 mini games disponíveis para serem jogados. Mario Party 3 inclui um modo multijogador onde cada jogador joga em em um mapa de tabuleiro com quatro jogadores, podendo ter 1 ou os 4 jogadores sendo humanos. Caso não tenha todos os jogadores sendo humanos, a CPU poderá controlar esse(s) personagens, podendo controlar o nível de dificuldade em que a CPU terá. Após isso, o jogador decide quanto tempo que o mapa durará, sendo 20, 35 e 50 turnos ou customizar os turnos, mas restrito ao múltiplo de 5. Ao iniciar um tabuleiro, cada jogador acerta um bloco de dados para determinar a ordem do turno, com o número mais alto indo primeiro em cada turno e o número mais baixo indo por último.
O objetivo de Mario Party 3 é coletar o maior número de estrelas dentro do número de turnos concedido. As estrelas devem ser compradas no Millennium Star com moedas, que podem ser ganhas através de uma seleção de um dos 70 minijogos que são jogados uma vez no final de cada turno. Cada vez que uma Estrela é comprada, a Estrela se moverá para um local diferente no tabuleiro. As regras sobre o tabuleiros se mantem as mesma presentes nos jogos anteriores.
Cada mapa do tabuleiro possui uma variedade de espaços. Os espaços azuis (Ganha 3 moedas), vermelhos (Sendo as simples, (perdem 3 moedas) a da cabeça do Bowser (Bowser atrapalha o jogo) e verdes (variando entre acionar um mini game, acionar algum evento no mapa, deposita moedas no Banco Koopa ou comprar itens com o Toad).  A quantidade de moedas é duplicada para seis durante os cinco turnos finais.
Os jogadores podem obter itens para usar no tabuleiro e cada um pode carregar até três de cada vez, podendo ser usado antes de lançar o bloco de dados. Os itens podem ajudar o jogador de maneiras como fornecer blocos de dados adicionais ou roubar o item de outro jogador. Um item permite ao jogador usar atalhos localizados em cada mapa do tabuleiro. Boo aparece em determinados locais do mapa, podendo roubar moedas ou uma Estrela de outro jogador em nome de qualquer jogador que passar por ele; roubar moedas custa cinco moedas, enquanto roubar uma estrela custa 50 moedas. Se um jogador for alvo de suas moedas, ele poderá limitar a quantidade de moedas que Boo rouba tocando repetidamente no botão A.
Após todos os quatro jogadores terem feito um movimentações no tabuleiro, um minijogo é iniciado, sendo tipo de minijogo jogado é determinado com base na cor do espaço em que cada jogador pousou. Os jogadores que pousarem em um espaço verde serão atribuídos aleatoriamente à cor vermelha ou azul antes do minijogo ser selecionado. A regra pra decidir os mini games são:
- Todos os jogadores caíram na mesma cor (ex: todos caíram na cor azul)= Mini game de 4 jogadores separados;
- 1 Jogador caiu numa cor e o restante caiu todos em cores diferentes mas iguais (ex: um caiu na cor vermelha e o restante na cor azul ou 2 caíram no azul e um no verde (atribuição aleatória)   = 1 contra 3;
- 2 Jogadores caíram na mesma cor e os outros 2 em cores diferentes mas iguais (ex: dois caíram na cor azul e 2 na cor vermelha) = 2 contra 2;

Antes do início do minijogo, os jogadores podem revisar as regras e controles, bem como praticar o minijogo. As moedas são recompensadas com base nos resultados do minijogo, com o(s) vencedor(es) recebendo dez moedas. Outro turno é iniciado após o final de um minijogo, e o processo é repetido até que o número de turnos atribuído seja concluído.
Durante os últimos turnos de um jogo, um minijogo de duelo um contra um é iniciado quando um jogador cai no mesmo espaço que outro. Os duelos podem ser iniciados antes dos cinco turnos finais se o jogador usar o item. Após o final do último turno, caso os bônus estiverem ativados, os vencedores de três prêmios são anunciados, com cada vencedor recebendo uma estrela adicional; os dois primeiros prêmios são concedidos ao(s) jogador(es) que coletaram mais moedas nos minijogos e ao longo do jogo do mapa de tabuleiro, e o terceiro é concedido ao(s) jogador(es) que acertaram mais espaços verdes. O vencedor do jogo é então determinado pelo número total de moedas e estrelas coletadas por cada jogador. Se dois ou mais personagens adquirirem a mesma quantidade de moedas e estrelas, o vencedor será determinado lançando um bloco de dados.

### Outros modos
Mario Party 3 inclui um "Duel Mode", no qual dois jogadores utilizam uma seleção de até dois parceiros para atacar seu oponente e esgotar sua saúde. Os parceiros podem ser posicionados à frente ou atrás do jogador, e devem receber um pagamento no início de cada turno, podendo abandonar o jogo se caso não for pago. O modo pode ser jogado em 20 turnos ou por um número indefinido de turnos até que a saúde de um dos jogadores se esgote.
Cada parceiro tem sua própria saúde, e se chegar a zero, eles somem da partida, e se o parceiro atacante causar mais dano do que o parceiro defensor pode suportar, o jogador sofre dano igual à diferença. Se nenhum parceiro estiver entre o parceiro atacante e o oponente, eles sofrem todo o dano diretamente. Alguns dos ataques dos parceiros não podem ser protegidos, e cada parceiro custa um certo número de moedas caso o jogador queira manter ele na partida, e se o jogador tiver dois parceiros, o pagamento deles são combinado. Ocasionalmente, se um parceiro for atacado pelo parceiro do oponente, o ataque não funcionará. Quando a contagem de turnos expira, o vencedor é decidido, e é quem tiver mais saúde, podendo ser encerrado se qualquer um dos jogadores não tiverem mais saude para competir, caso dois jogadores tenham seus personagens sem saude, o vencedor é decidido por quem tiver mais moedas, caso esteja empatado, o jogo termina empatado.
Mini games de duelo e mini game Game Guy são os únicos minijogos disponíveis para serem jogados em um tabuleiro de duelo, ocorrendo quando um dos jogadores pousar em um espaço de minijogo. Há também uma parte de cada mapa que faz com que os jogadores joguem um minijogo de duelo por 20, 30 ou 40 moedas após passar 5 vezes. Os itens não estão presentes no modo Duelo.
No Story Mode da série, um jogador inicia uma campanha em todos os tabuleiros, desafiando oponentes controlados pela CPU em uma versão abreviada do Party Mode. O objetivo do jogador é derrotar os demais personagens e ganhar selos da Millennium Star. Após a aquisição de todos os sete selos, o jogador é desafiado para um duelo final com a Millennium Star, no qual o jogador deve acertar três vezes na Millennium Star (seis vezes na dificuldade Normal e nove na dificuldade Hard) com estrelas para derrotar o modo história. . Cada vez que o jogador completa um objetivo, ele recebe uma classificação de S a C, dependendo de quão bem completou esse objetivo. Quando todos os objetivos forem concluídos, é concedido um título que representa o progresso geral do jogador no jogo. Isso é determinado pelas classificações obtidas para cada objetivo. Se classificações "S" suficientes forem adquiridas, esse personagem se tornará uma "Estrela Milagrosa" e a Game Guy Room na Mini Game House será aberta para uso. Simplesmente vencer o Modo História e não ganhar um título alto fará com que o rosto do personagem seja esculpido na montanha.

## Desenvolvimento
Assim como nos jogos anteriores da franquia, Mario Party 3 foi desenvolvido pela Hudson Soft e publicado pela Nintendo . É o primeiro jogo Mario Party a ter vários slots para salvamento e o primeiro a ter Princesa Daisy e Waluigi como personagens jogáveis. Em 9 de agosto de 2000, foi revelado que haveria 70 novos minijogos. Ainda naquele mês, a Nintendo lançou mais 12 fotos dos tabuleiros do jogo. O jogo estava cerca de 70% concluído naquele momento.

## Recepção
Mario Party 3 recebeu notas moderadamente positivas, obtendo uma media de 74 no Metacritic, já a IGN deu nota 6.4 sugerindo que o jogo é muito bom caso tenha irmãos para jogar, a Gamespot deu nota 7.5 exaltando a dedicação da Hudson Soft em fazer um quebra cabeça solido e divertido para todos

O jogo vendeu quase 2 milhões de unidades no mundo todo, sendo o Japão, o pais que mais teve copias vendias, chegando a 1 milhão de copias.